# (18610) Arthurdent
(18610) Arthurdent est un astéroïde de la ceinture principale.

## Description
(18610) Arthurdent est un astéroïde de la ceinture principale. Il fut découvert le 7 février 1998 à Heppenheim par l'Observatoire de Starkenburg. Il présente une orbite caractérisée par un demi-grand axe de 2,55 UA, une excentricité de 0,21 et une inclinaison de 5,6° par rapport à l'écliptique.
Il est nommé d'après le personnage de fiction Arthur Dent, personnage central du Le Guide du voyageur galactique de Douglas Adams.

## Compléments